# ネヴァー・セイ・ダイ (ブラック・サバスのアルバム)
『ネヴァー・セイ・ダイ』（原題：Never Say Die!）は、ブラック・サバスが1978年に発表した8作目のスタジオ・アルバム。

## 解説
1977年11月、オジー・オズボーンがバンドを一度脱退したため、ブラック・サバスは後任ボーカリストのデイヴ・ウォーカーを加えた編成で短期間ライヴ活動を行ったが、1978年1月にはオズボーンが復帰して、本作のレコーディングが行われた。収録曲のうち「ジュニアーズ・アイズ」は、ウォーカー在籍時のライヴにおいて演奏されているが、本作のヴァージョンとは歌詞が異なる。「スウィンギング・ザ・チェイン」ではビル・ワードがリード・ボーカルを担当しており、「ハード・ロード」では、普段は歌わないトニー・アイオミとギーザー・バトラーがバックアップ・ボーカルを務めている。
前作『テクニカル・エクスタシー』（1976年）に続き、ヒプノシスがジャケット・デザインを担当した。後にレインボーのキーボーディストとなるドン・エイリーがレコーディングに参加している（オズボーンのアルバムにも一部参加）。
本作に伴うツアーの後、オズボーンは再びブラック・サバスを脱退してソロ活動に入り、バンドは後任としてロニー・ジェイムス・ディオを迎えることとなる。
『テクニカル・エクスタシー』と同様、本作も全英トップ10・全米トップ40入りを果たせなかったが、アメリカでは1997年にゴールド・ディスクに認定された。本作からのシングル「ネヴァー・セイ・ダイ」は全英21位、「ハード・ロード」は全英33位に達した。
ベースのバトラーは後年のインタビューで、アルバム制作当時、オジーはこれまで築いたサバスらしさを求めていたが、自分とトニーは音楽的広がりを求めて、サバスらしさを排除する方向へ向かってしまった。その結果、バンドの本筋から外れ、サバスらしさが失われたものになってしまった。振り返ればおそらくオジーが正しかった。この作品は最悪の作品だと断言できると語った。また当時は、バンド自身がマネジメントやプロデュースをしようとしていたが、何をどうしたらいいのか誰も分かっておらず、ビジネスの雑務に時間を割き、スタジオでの曲作りをおろそかにしていたとも明かしている。

## 収録曲
全曲ともオジー・オズボーン、トニー・アイオミ、ギーザー・バトラー、ビル・ワードの共作。8.はインストゥルメンタル。
1. ネヴァー・セイ・ダイ - "Never Say Die" – 3:49
2. ジョニー・ブレード - "Johnny Blade" – 6:28
3. ジュニアーズ・アイズ - "Junior's Eyes" – 6:43
4. ハード・ロード - "A Hard Road" – 6:06
5. ショック・ウェイヴ - "Shock Wave" – 5:16
6. エアー・ダンス - "Air Dance" – 5:18
7. オーヴァー・トゥ・ユー - "Over to You" – 5:24
8. ブレイクアウト - "Breakout" – 2:35
9. スウィンギング・ザ・チェイン - "Swinging the Chain" – 4:05

## カヴァー
- ネヴァー・セイ・ダイ
  - オーヴァーキル - カヴァー・アルバム『Coverkill』（1999年）に収録。
  - メガデス - ブラック・サバスのトリビュート・アルバム『Nativity in Black II』（2000年）に提供。
- ショック・ウェイヴ
  - カテドラル - ブラック・サバスのトリビュート・アルバム『Masters of Misery - Black Sabbath: An Earache Tribute』（1992年）に提供。ただし、1997年発売の再発盤には収録されていない[8]。

## 参加ミュージシャン
- オジー・オズボーン - ボーカル
- トニー・アイオミ - ギター、バックアップ・ボーカル
- ギーザー・バトラー - ベース、バックアップ・ボーカル
- ビル・ワード - ドラムス、ボーカル

アディショナル・ミュージシャン
- ドン・エイリー - キーボード
- ジョン・エルスター - ハーモニカ
- ウィル・マローン - ブラス・アレンジ